# Cédric Carrasso
Cédric Carrasso (Avignon, 1981. december 30. –) francia labdarúgó, aki jelenleg a Bordeaux-ban játszik kapusként. A francia válogatott tagjaként ott volt a 2010-es világbajnokságon, valamint a 2012-es Európa-bajnokságon.

## Pályafutása

### Marseille
Carrasso a Marseille ifiakadémiáján kezdett el futballozni, bár 1998-ban egy évig az Avignonnál volt, első profi szerződését is a marseille-ieknél kapta meg. Mielőtt még pályára léphetett volna az első csapatnál, a teljes 2001/02-es szezonra kölcsönben a Crystal Palace-hoz került. Angliában mindössze egy bajnokin kapott lehetőséget. A Marseille-ben 2002. november 2-án, a Montpellier ellen mutatkozott be, sikerült megőriznie kapuját a góltól. Jó bemutatkozásának köszönhetően többször is védhetett, de egy barátságos mérkőzésen olyan súlyosan megsérült, hogy a szezon hátralévő részét ki kellett hagynia. A 2004/05-ös évadot ismét kölcsönben töltötte, ezúttal a Guingamphoz került.
Visszatérése után rögtön a Marseille kezdőjébe került Fabien Barthez eltiltása miatt. Olyan jól teljesített, hogy a 2006/07-es szezonra is megőrizte a helyét, Bartheznek pedig távoznia kellett. 2006. március 16-án, egy Zenyit Szankt-Petyerburg elleni UEFA-kupa-meccsen megkapta első piros lapját. 2007. augusztus 22-én Achilles-ín sérülést szenvedett, ami miatt hat hónapig nem játszhatott. Mire felépült, már Steve Mandanda volt a Marseille első számú kapusa.

### Toulouse
Mivel nem szeretett volna a kispadon ülni, Carrasso 2008-ban a Toulouse-hoz igazolt, ahol a Rennes-hez távozó Nicolas Douchezt kellett pótolnia. 2008. augusztus 10-én, az Olympique Lyonnais ellen mutatkozott be a csapatban. Bár három gólt is kapott, ő maradt az első számú kapus, csapata pedig az egész szezon során mindössze 27 gólt kapott, ez volt a legjobb mutató a Ligue 1-ben. Carrasso 19 alkalommal őrizte meg kapuját a góltól.

### Bordeaux
Jó teljesítményére a bajnok Bordeaux is felfigyelt, a klub az idősödő Ulrich Ramé helyére keresett új kapust. Végül 2009. június 30-án igazolták le Carrassót, 8 millió euróért. Augusztus 9-én, a Lens ellen mutatkozott be. Első szezonjában minden sorozatot egybevéve 29 alkalommal nem kapott gólt. 2011. február 19-én öt gólt kapott egy Lorient elleni meccsen, ráadásul ki is állították. 2011. március 6-án, a Brest ellen tért vissza. Több csapat is szerette volna leigazolni, de végül 2015-ig meghosszabbította szerződését a Bordeaux-val.

## Válogatott
Carrassót 2009. február 11-én, egy Argentína elleni mérkőzésre hívták be először a francia válogatottba, de nem kapott játéklehetőséget. Bekerült a 2010-es világbajnokságra utazó keretbe, de csak harmadik számú kapus volt Hugo Lloris és Steve Mandanda mögött, ráadásul meg is sérült. Végül 2011. június 8-án, Lengyelország ellen mutatkozhatott be a válogatottban. Behívták a 2012-es Európa-bajnokságon részt vevő csapatba is, de a tornán nem kapott játéklehetőséget.

## Fordítás
- Ez a szócikk részben vagy egészben  a   Cédric Carrasso című angol Wikipédia-szócikk fordításán alapul.  Az eredeti cikk szerkesztőit annak laptörténete sorolja fel. Ez a jelzés csupán a megfogalmazás eredetét és a szerzői jogokat jelzi, nem szolgál a cikkben szereplő információk forrásmegjelöléseként.